# 분열조직
분열조직(分裂組織, meristem)은 세포 분열을 하여 식물을 성장하게 하는 부분으로서, 세포는 세포벽이 얇고 원형질로 충만되어 있다. 줄기나 뿌리 끝에 있는 생장점이 이에 속하며, 줄기·잎·뿌리 부분이 이를 통해 만들어진다. 이들은 각각 식물체의 끝부분에 있으므로 '정단분열 조직'이라고 한다. 한편, 줄기나 뿌리를 굵게 하는 '측생 분열 조직'을 가진 식물도 많다. 측생 분열 조직에는 부름켜(관다발 형성층)와 코르크 부름켜가 속하는데, 이들 분열 조직은 겉씨식물과 쌍떡잎식물 중에서도 특히 나무가 되는 식물에 잘 발달되어 있다. 위의 분열 조직 외에 '개재 분열 조직'도 있다. 예를 들어, 대나무류에서는 마디 부분이 비교적 빨리 성숙하는 데 비해, 마디와 마디 사이는 비교적 후기까지 천천히 생장하는데, 이 부분의 생장은 바로 개재 분열 조직의 활동에 의해 일어난다. 일반적으로, 개재 분열 조직에 의한 생장을 '개재 생장'이라고 한다.

## 원표피·원시 부름켜·기본 분열 조직
분열 조직에서 만들어진 세포는 몇 번의 세포 분열 후, 성숙한 조직 세포로 분화하여 활동하게 된다. 이 때 분열 조직에서 성숙된 조직으로의 중간 단계로서, 다소 분화하기 시작했으나, 아직 분열 조직적인 성질이 남아 있는 부분이 있다. 이 가운데 표피가 되기 시작한 곳을 '원표피', 관다발로 분화되는 부분을 '원시 부름켜', 기타 유조직 부분이 되기 시작한 곳을 '기본 분열 조직'이라고 한다.

## 같이 보기
- 줄기세포
- 조직 (생물학)